# 허성혜
허성혜는 대한민국의 드라마 작가이다. 

## 극본

### 드라마
- 2010년 KBS2 드라마스페셜 《마음을 자르다》(집필)
- 2010년 KBS2 드라마스페셜 《가족의 비밀》(집필)
- 2011년 KBS2 드라마스페셜 연작시리즈 《헤어쇼》(집필)
- 2011년 KBS2 드라마스페셜 《큐피트 팩토리》(집필)
- 2011년 KBS2 드라마스페셜 《휴먼 카지노》(집필)
- 2012년 KBS2 월화미니시리즈 《드림하이2》(공동집필)
- 2014년 KBS2 월화미니시리즈 《태양은 가득히》(집필)
- 2017년 tvN 금토미니시리즈 《내일 그대와》(집필)
- 2022년 KBS2 월화미니시리즈 《너에게 가는 속도 493KM》(집필)